# Morsano al Tagliamento
Morsano al Tagliamento (Morsàn da lis Ocjis in friulano standard, Morsan da lis Aucjis nella variante locale ed in veneto) è un comune italiano di 2 723 abitanti del Friuli-Venezia Giulia.
L'origine della denominazione in friulano della località, ossia Morsano delle oche, è stata oggetta di congetture, nessuna accettata definitivamente.

## Geografia fisica

### Territorio
Il comune è posto nella pianura veneto-friulana nelle vicinanze del fiume Tagliamento al confine con la Provincia di Udine e la città metropolitana di Venezia.

### Clima
Morsano al Tagliamento, secondo la classificazione dei climi di Köppen, gode di un tipico clima temperato delle medie latitudini, piovoso o generalmente umido in tutte le stagioni e con estati molto calde.
Le precipitazioni si concentrano nei periodi compresi tra marzo e maggio, con un leggero calo nei mesi estivi, e un riacutizzarsi nel periodo compreso tra ottobre e novembre inoltrato.
- Classificazione climatica: zona E[8].

### Sismologia
Secondo la Classificazione sismica, il comune appartiene alla zona 3 (sismicità bassa).

## Storia

### Età antica
Dal sito web del comune di Morsano: «L'origine di Morsano si deve alla costituzione dei "predii" che dal 42 a.C. in poi vennero assegnati da Roma ai legionari che costituirono la Colonia Julia Concordia. Morsano deriva probabilmente da Mursius o Martianus soldato romano che dette il suo nome al predio. I predii con l'arrivo di buoni lavoratori si trasformarono in ville, contornandosi di abitazioni per i servi. Diversi sono i reperti d'epoca romana rinvenuti sull'attuale territorio di Morsano. Fino a giungere all'anno mille, lo sfondo storico che accompagnò Morsano fu di lotta impari contro diversi nemici: le paludi, il fiume e la boscaglia. Contemporaneamente con il declino di Roma, il territorio fu testimone di scorrerie e devastazioni dei popoli Barbari, fatta eccezione per il periodo di dominazione Longobarda (568-776).»

### Età contemporanea
Nella notte del 16 gennaio 1944 a Morsano avvenne un bombardamento aereo da parte dell'aviazione inglese in via Latisana.

### Simboli
Lo stemma è stato riconosciuto con DCG n. 61 del 21 novembre 1934.
Il gonfalone, concesso con DPR del 2 febbraio 1950, è un drappo di azzurro.

## Monumenti e luoghi d'interesse

### Architetture Religiose
- Chiesa di San Martino Vescovo.

Ubicata nel centro del capoluogo del comune, la parrocchiale di Morsano fu edificata nel XVIII secolo sopra le vestigia di una chiesa più antica risalente al XIII secolo.
- Chiesa di San Rocco.

Ubicata in una zona campestre a sud del capoluogo, non molto lontano da Località Paludi e Case San Rocco, risale agli inizi del XVI secolo, ed ha la facciata in parte coperta da un atrio chiuso con copertura a capanna, nel quale si aprono una porta rettangolare sormontata da lunetta, due finestre quadrate a lato dell'ingresso ed altrettante sulla parete destra. La facciata con occhio circolare termina in una monofora campanaria con tettuccio piatto. L'interno è composto da un’aula rettangolare con travi a vista e da un presbiterio poligonale con volta a crociera.
- Chiesa dei santi Pietro e Paolo in Saletto

chiesa ubicata in località Saletto.
- Chiesa di Sant'Osvaldo Re

Ubicato nella frazione di Mussons l'edificio risale al XIX secolo. Prima, al suo posto, sorgeva un oratorio del quale non si sa nulla sulla sua datazione, nell'altare in legno era collocata una pala d'altare dipinta nel 1722 da Antonio Cecchini da Portogruaro.
Nel 1803 l'oratorio viene demolito e l'anno successivo iniziano i lavori di costruzione della nuova chiesa che verranno terminati solo un decennio dopo. Nel 1821 viene costruito il pavimento in stile palladiano con al centro la scritta GLORIA DEI CONCORDIA POPULI EXDEO 1821, la chiesa viene consacrata dall'arcivescovo Emmanuele Lodi.
- Chiesa di San Pietro

Ubicata in località Bolzano.
- Chiesa di San Paolo Apostolo

Ubicata nella frazione di San Paolo
- Chiesa della visitazione a Santa Elisabetta

Ubicata in una zona campestre sull'omonima via, praticamente a metà della strada che da San Paolo porta a Carbona.
- Chiesa di San Bartolomeo Apostolo.

Si trova nella frazione di Bando.

### Architetture civili e monumenti
- Fornace di San Paolo.

L'ultima delle ventidue fornaci documentate nella zona di Morsano al Tagliamento tra la fine dell'800 e l'inizio del '900. Costruita nel 1902 a San Paolo in prossimità dell'argine del Tagliamento fu attiva fino al 1976.
All'inizio del 2019 sono iniziati i lavori di restauro della fornace e dei due edifici adiacenti, i lavori sono terminati nell'estate del 2022.
- Mulino di Bolzano

Un mulino ad acqua risalente al XVII secolo ubicato sulla strada tra Mussons e Bolzano.
- Villa della torre

Edificio ubicato in località Bolzano
- Tra la chiesa e il municipio.

Posti tra la chiesa di San Martino Vescovo e il municipio di Morsano al Tagliamento sorgono l'astrolabio, la fontana delle oche, e il monumento in ricordo di Daniele Moro.
- Monumento ai caduti del bombardamento di Via Latisana

### Altro
- Fiume Tagliamento.

Morsano si trova all'altezza del basso corso di questo fiume che sfocia tra Lignano e Bibione.

## Società

### Evoluzione demografica
Abitanti censiti

### Etnie e minoranze straniere
Al 31 dicembre 2015 gli stranieri residenti nel comune sono 165, ovvero il 5,83% della popolazione. L'unico gruppo di una certa consistenza è quello romeno, con 57 appartenenti.

### Economia
Dopo essere stato per tanto tempo terra di emigrazione, ha recentemente avuto, come tutto il Nord-Est peraltro, un notevole sviluppo. L'economia del suo territorio, pur rimanendo legata al settore primario, è ora trainata anche da un tessuto di piccole e medie industrie.

### Lingue e dialetti
A Morsano al Tagliamento, accanto alla lingua italiana, la popolazione utilizza la lingua friulana. Ai sensi della deliberazione n. 2680 del 3 agosto 2001 della Giunta della Regione autonoma Friuli-Venezia Giulia, il Comune è inserito nell'ambito territoriale di tutela della lingua friulana ai fini della applicazione della legge 482/99, della legge regionale 15/96 e della legge regionale 29/2007.
La lingua friulana che si parla a Morsano al Tagliamento rientra fra le varianti appartenenti al friulano occidentale.

### Tradizioni e folclore
Durante l'anno sono molte le sagre e le feste paesane che si susseguono:
- Sagra dei gamberi, nella frazione di Saletto
- Festa del Mus, nella frazione di Mussons
- Sagra dell'oca, nelle prime settimane del mese di agosto
- Sagra del Perdon dal Rosari, nella frazione di San Paolo al Tagliamento che si festeggia nelle prime settimane di ottobre con piatti a base di carne di capra
- Festa dell'oca, nella località Bolzano, che si svolge per tre weekend nel mese di novembre

## Cultura

### Istruzione
- Asilo nido "Mandi" di San Paolo
- Scuola dell'infanzia "Mussons arcobaleno"
- Scuola primaria "G. Marinelli"
- Scuola secondaria di I grado "Leonardo Da Vinci"

## Geografia antropica

### Frazioni e località

#### Frazioni
- San Paolo (San Pauli)

Frazione ubicata nella parte orientale del comune, non molto lontano dal fiume Tagliamento. Tale frazione ha una località, Borgo di Sopra ubicata a nord del centro abitato.
In tale frazione sono ubicate la fornace di San Paolo (a nord della frazione), la chiesetta della Visitazione a santa Elisabetta (a nord-est, nell'incrocio sulla strada per Carbona), chiesa di San Paolo Apostolo (a cui la frazione deve il nome).
- Saletto e Bando (Salet e Bant)

Saletto e Bando sono due località ubicate a nord del capoluogo, ubicati entrambi sulla strada che conduce a Santa Sabina e Gleris (località ubicate a nord). La prima località che si incontra partendo dal capoluogo è Saletto, la più grande delle due, in cui è ubicata la chiesa dei Santi Pietro e Paolo in Saletto. Più a nord è ubicata la località di Bando, dove si trova la chiesa di San Bartolomeo.
Altre località di tale frazione sono Molino di Saletto (Mulin di Salet in friulano) ubicata a sud-ovest di Saletto, ed altre località minori – ubicate lungo la strada che collega Bando a Carbona – sono (elencate dalla più vicina alla più lontana da Bando): C. Ridolfi, Casa Stefanut o Vuaran, C. Pillon, e Borgo Camilotti (vicino a Carbona).
- Mussons

Località ubicata nella parte sud-orientale del comune. Località di tale frazione è Poiana o Pojana (Poiane in friulano'), ubicata nella parte settentrionale del comune.

#### Località
- Feletti (Feles in friulano standard, Felets nella variante locale)

Località ubicata ad est del capoluogo
- Bolzano (Bolzan)

Località ubicata nella parte orientale del comune, situata tra San Paolo e Poiana.

#### Altre località
- Paludi

Piccolo centro abitato composto da edifici sparsi ubicato sull'omonima via, deve questo nome a causa del fatto che, in passato, in quell'area – tra Morsano e Cordovado – vi era una palude detta Paludo del Sindacal, fatta bonificare dalla Serenissima alla fine del XVI secolo per mano del nobile Antonio Mocenigo (e poi il figlio Alvise) per finanziare la guerra di Candia.
- Case San Rocco

Piccolo centro abitato composto da edifici sparsi presente sull'omonima via, deve il suo nome alla chiesa di San Rocco.